# Giacomo Lauri-Volpi
Giacomo Lauri-Volpi (ur. 11 grudnia 1892 w Lanuvio, zm. 17 marca 1979 w Burjassot) – włoski śpiewak operowy, tenor.

## Życiorys
Urodził się 11 grudnia 1892 r. w miejscowości Lanuvio nieopodal Rzymu. W wieku 11 lat został osierocony. Ukończył szkołę średnią w Albano oraz prawo na uniwersytecie La Sapienza w Rzymie. Następnie rozpoczął naukę śpiewu w Akademii Świętej Cecylii. Jego nauczycielem śpiewu był Antonio Cotogni, a następnie Enrico Rosati. Początkowo śpiewał pod pseudonimem Giacomo Rubini, nawiązując do nazwiska ulubionego tenora Vincenzo Belliniego – Giovanniego Battisty Rubiniego. Debiutował w 1919 r. w Viterbo jako Arturo w operze Purytanie Vincenzo Belliniego. Rok później w Rzymie, już pod własnym nazwiskiem, wcielił się w rolę kawalera des Grieux w Manon Jules’a Masseneta z Rosiną Storchio jako Manon. Rola ta stała się przełomem w jego karierze.
W 1922 r. zadebiutował w La Scali, kiedy to do roli Księcia w operze Rigoletto zaangażował go Arturo Toscanini. W La Scali śpiewać miał regularnie do lat 40. Od 1923 r. (kiedy debiutował tam rolą Księcia z Rigoletta) do 1934 r. występował także w Metropolitan Opera. W Metropolitan Opera wystąpił łącznie w 232 przedstawieniach 26 oper. Zapamiętany został szczególnie jako Kalaf w Turandot (amerykańska premiera w 1926) oraz z wielkich ról tenorowych Verdiego, zwłaszcza z roli Rodolfa w pierwszym wystawieniu w tymże teatrze Luizy Miller (1929). Rzadziej występował w Covent Garden: w 1925 jako Andrea Chénier oraz w 1936 jako Książę (Rigoletto), Cavaradossi (Tosca) i Radames (Aida; rola ta uznawana jest za jedną z najważniejszych w jego karierze).
Głos Lauri-Volpiego, który określa się jako „tenor liryczno-dramatyczny”, cechował się pięknym legato i jasną barwą. Sposób śpiewania Lauri-Volpiego wyróżniały energia i rozpoznawalny styl. Lauri-Volpi w swojej kategorii głosowej należał do największych śpiewaków swoich czasów. Do – obok wymienionych – najbardziej uznanych przez krytykę ról Lauri-Volpiego należą Neron Arrigo Boita śpiewany przez niego w Operze Rzymskiej w 1928 r. (było to pierwsze przedstawienie po pożarze i odbudowie jej budynku) oraz Arnoldo z Wilhelma Tella – wystawionego w La Scali w 1929 r. na stulecie tego dzieła. Wśród innych ról Lauri-Volpiego można wymienić także partie Raoula (Hugenoci), Otella (Verdiego) oraz Manrica (Trubadur).
Pod koniec kariery, którą zakończył w 1959 r. przedstawieniem Trubadura (w roli Manrica), występował głównie w teatrach włoskich. Choć odtąd nie śpiewał już w spektaklach operowych, nadal koncertował i jeszcze w 1971 r. wydał płytę ze zbiorem arii, zaś w 1972 – w wieku 80 lat – wystąpił w koncercie galowym w Teatro Liceu, śpiewając arię Nessun dorma z Turandot. Opublikował wiele książek, tak poświęconych wokalistyce, jak i autobiograficznych – w tym prace Voci parallele (1955) oraz Misteri della voce umana (1957). Zmarł 17 marca 1979 w Burjassot koło Walencji.